# ロドリゴ・ムニョス
ロドリゴ・ムニョス（Rodrigo Muñoz 、1982年1月22日 - ）は、ウルグアイ・モンテビデオ出身のプロサッカー選手。サッカーウルグアイ代表。クラブ・リベルタ所属。ポジションはGK。

## 経歴

### クラブ
2008年、地元モンテビデオのCAセロでプロキャリアをスタート。
2008年、国内強豪クラブのナシオナル・モンテビデオに移籍。2009年2月12日まで出番が無かったが、コパ・リベルタドーレス2009のウニベルシダ・サン・マルティン戦でのすばらしいパフォーマンスからレギュラーポジションを確保した。コパ・リベルタドーレスでナシオナルは準決勝まで進んだが、エストゥディアンテス・デ・ラ・プラタに敗れた。翌年のリベルタドーレスではラウンド16でクルゼイロECに敗れた。リーグ戦では2008-09シーズンと2009-10シーズンでチャンピオンに輝いた。
2012年1月、パラグアイのクラブ・リベルタに移籍。

### 代表
2011年5月18日、デフェンソール・スポルティングが派遣を拒否したマルティン・シルバの代わりとして、5月29日に開催されるドイツ代表との親善試合のために招集された。
2014年5月12日、ウルグアイ代表のオスカル・タバレス監督は、2014 FIFAワールドカップの準備に当たってフアン・カスティージョを外して25人の暫定リストにムニョスを含めた。 5月31日に発表された23人の最終リストにも無事登録された。
2016年のコパ・アメリカ・センテナリオでは暫定リストには入ったが、最終リストからは外れた。

## タイトル
ナシオナル
- プリメーラ・ディビシオン (2): 2008–09, 2010-11
- リーガ・パラグアージャ (5): 2012-II, 2014-I, 2014-II, 2016-I, 2017-I